# Torre dei Bolognesi

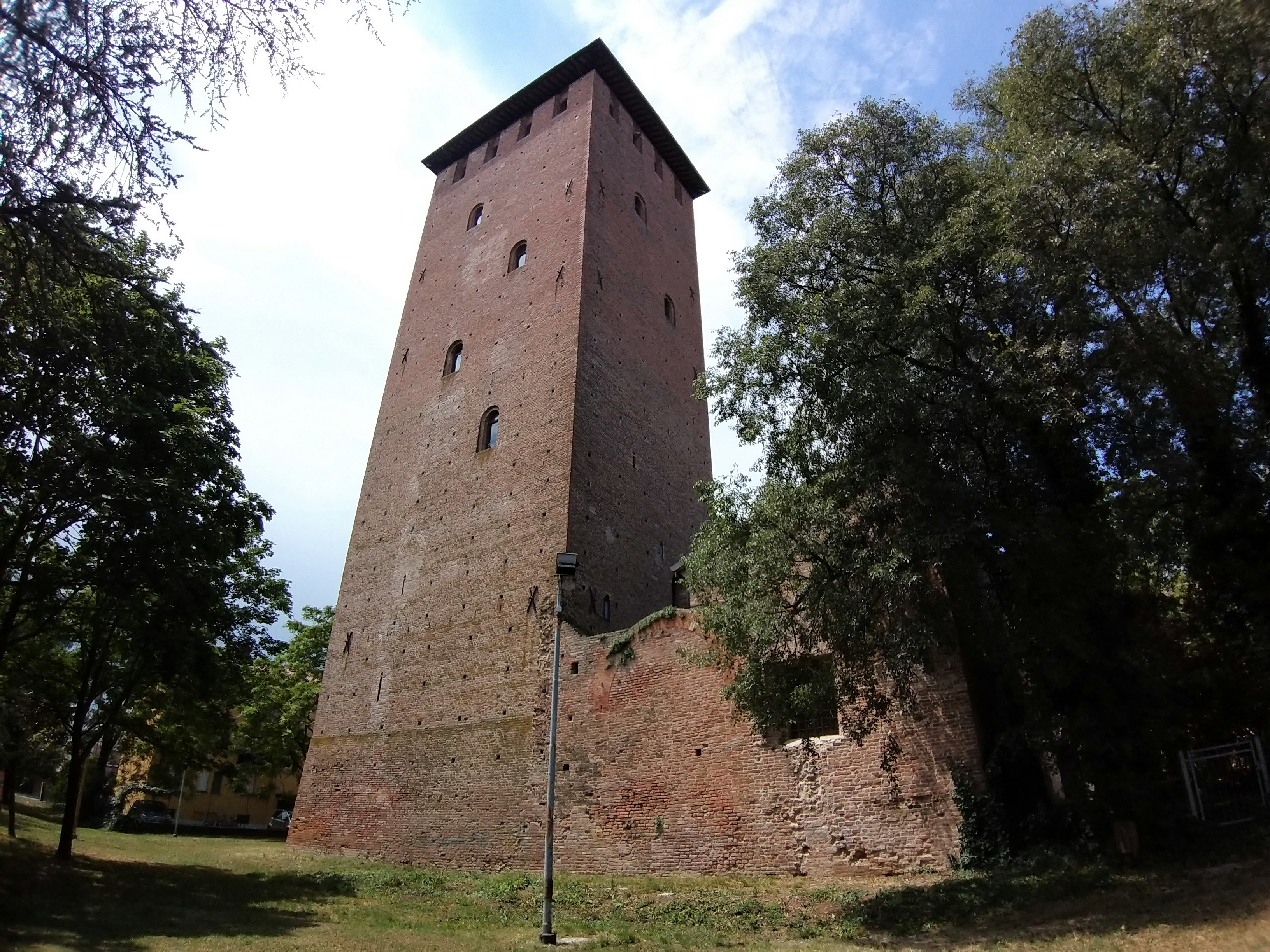
Torre dei Bolognesi in Nonantola

Die Torre dei Bolognesi ist ein Wachturm aus dem 14. Jahrhundert in der Stadt Nonantola in der italienischen Region Emilia-Romagna. Er ist ein seltenes Beispiel für ein fast vollständig erhaltenes Verteidigungsgebäude aus dem Mittelalter und liegt mitten auf der Ebene der Emilia. Der Turm wurde gebaut, als die Stadt und die Herrschaft der Bologneser gelangte, und diente der Kontrolle einer der Zugänge zur Stadt: Er wurde an der Südostecke der Mauer platziert, die das Kloster San Silvestro, den Palazzo della Comunità und die Wohnhäuser der Siedlung umgab.
Seit 2007 ist darin das Museo di Nonantola untergebracht.
Das Museum zeigt die Geschichte der Gegend von der Prähistorie bis in unsere Zeit auf einer Zeitreise durch die vier Geschosse des Turms, wobei archäologische, schriftliche und photographische Quellen genutzt werden. Die Geschichte, die im Museum dargestellt wird, zeigt drei Handlungsstränge, die eng miteinander verbunden sind: Die Wandlung des Agrarlandes, das die Gegend kennzeichnet, die Evolution der Siedlung und die Entwicklung der Gemeinschaft. Von großem Interesse ist das dritte Stockwerk des Museums, in dem die Epoche des Mittelalters im Lichte kürzlich gemachter archäologischer Entdeckungen vertieft wird: Von der Gründung des Klosters San Silvestro über den Bau der Befestigungen bis zur Archäologie der Gräber und der Gründung der Gemeinde.

## Beschreibung

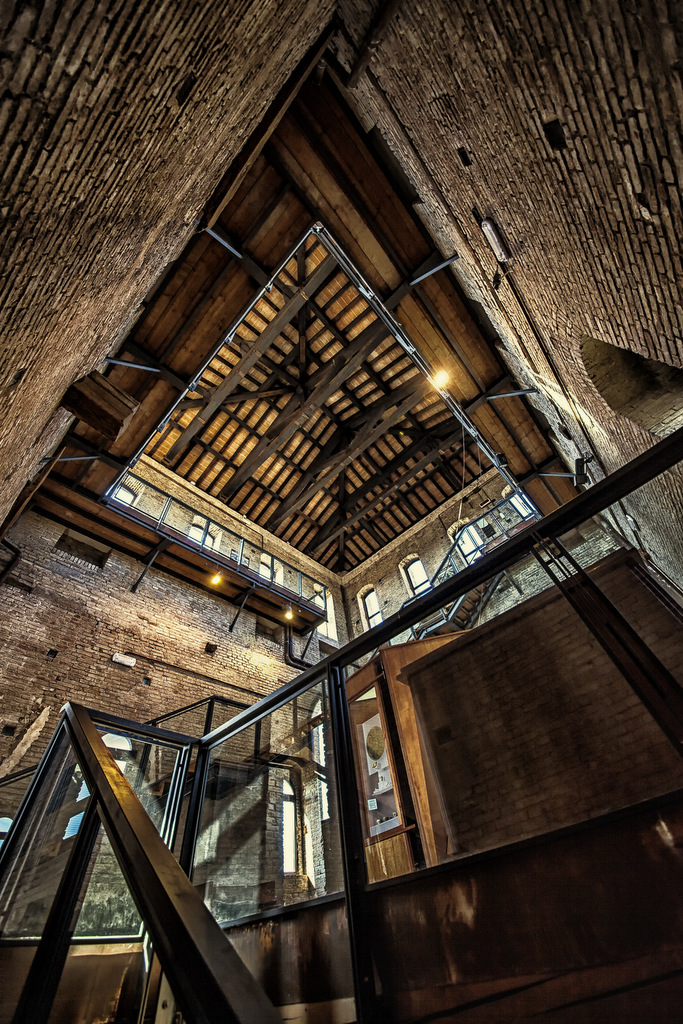
In der Torre dei Bolognesi

Der Turm ist ein Ziegelgebäude mit nahezu quadratischem Grundriss von 11,7 Meter × 12,76 Meter. Er ist 38,13 Meter hoch und von welfischen Zinnen gekrönt. Er trägt ein Fachwerkdach, das schon im Jahre 1500 erwähnt ist und in den 1970er-Jahren erneuert wurde. Zu Füßen des Turms liegt die Porta San Adriano, einer der Zugänge zur befestigten Stadt, die allerdings zugemauert wurde. Wenn man dieses Tor durchschritt, sah man auf der Nordseite des Turms eine Marmortafel zur Erinnerung an die Eroberung von Nonantola durch die Bologneser, die heute im Erdgeschoss des Museo di Nonantola im Inneren des Turms gezeigt wird.

## Geschichte
Die Torre dei Bolognesi wurde 1307 errichtet, also in dem Jahr, in dem Nonantola unter die Herrschaft der Stadt Bologna geriet. Im Laufe des Mittelalters ließen die strategische Lage der Stadt und der Reichtum, der dem Kloster San Silvestro zu verdanken war, Nonantola zu einem Zentrum von sehr großer Bedeutung heranwachsen. Zwischen dem 12. und dem 14. Jahrhundert befand sich die Gemeinde im Mittelpunkt der Händel zwischen den Guelfen und den Ghibellinen und fiel mal an die eine, mal an die andere Partei. Insbesondere zu Beginn des 14. Jahrhunderts wurde die Siedlung von den Bolognesern grundlegend umgestaltet, die eine Reihe von Verteidigungsbauwerken darin errichten ließen, als sie unter ihre Herrschaft geriet: Sie errichteten Mauern aus Ziegeln, flankiert von Gräben und unterbrochen von Türmen und Ravelins mit Zugbrücken, also Bauwerke, mit denen man die Zugänge zur Siedlung verteidigen konnte. Einer dieser Kontrollpunkte war der Torre dei Bolognesi.
Der Turm wurde, als er fertiggestellt war, auch der „Neue“ genannt, um ihn vom Torre dei Modenesi oder dem „Alten“ zu unterscheiden, der vorher gebaut worden war.
In dem Turm war eine Garnison von Soldaten aus Bologna zur Kontrolle der Siedlung untergebracht und, als seine ursprüngliche Funktion als militärischer Turm nicht mehr benötigt wurde, diente er ab dem 16. Jahrhundert als Stadtgefängnis. Im Laufe des 18. und 19. Jahrhunderts wurde er zu einem Holzlager und Taubenturm und schließlich war in den 1950er- bis 1970er-Jahren dort das obere Lager des Aquäduktes der Siedlung untergebracht und er wurde zum „piezometrischen Turm“. Als seine Restaurierung abgeschlossen war, wurde er zum Sitz des Museo di Nonantola.

### Die historische Sicherung und Restaurierung
Das Einfügen des „piezometrischen Turms“ und der Einbau der Treppen, die zu den oberen Stockwerken führen, bedingten die Zerstörung der alten Holzböden, daher wurden Restaurierungsarbeiten mit dem Ziel ihrer Wiederherstellung durchgeführt. Die 2004 abgeschlossenen Arbeiten ermöglichen heute wieder, die ursprünglichen Kennzeichen des Torre dei Bolognesi zu zeigen, also das eigentliche Verteidigungsbauwerk von bemerkenswerter geschichtlicher Bedeutung über die Jahrhunderte.

### Das Verteidigungssystem
2004 hat die Universität Venedig eine archäologische Grabung im und um den Turm durchgeführt: Dank der erhaltenen Daten war es möglich, das Verteidigungssystem um den Turm wiederherzustellen, das aus zwei Ravelins mit Toren bestand, die mithilfe von Zugbrücken die Überwindung eines doppelten Systems aus Gräben ermöglichte. Der ursprüngliche Eingang in den Turm, der heute als Fenster über dem heutigen Eingang erscheint, lag einige Meter über der Erde und war nur vom Wehrgang der Stadtmauer aus zu erreichen: Die heutige Eingangstüre ist auf einen Umbau im 17. Jahrhundert zurückzuführen; damals diente das Gebäude als Gefängnis.
Auf Höhe der ursprünglichen Eingangstüre wurde ein Balkon angebaut, von dem aus die Garnison den Verkehr auf der darunter liegenden, gemauerten Straße kontrollierte und die Anlagen der Zugbrücken bediente.
Der Torre dei Bolognesi und der Torre dei Modenesi sind die einzigen beiden erhaltenen Türme von insgesamt sieben, die ursprünglich zum Verteidigungssystem von Nonantola gehörten, von dem auch noch einige Mauerabschnitte erhalten blieben, die dem Abriss der Befestigungsanlagen Anfang des 21. Jahrhunderts entkamen.

## DasMuseo di Nonantola
Das Museum illustriert die Geschichte von Nonantola von der Prähistorie bis zur heutigen Zeit und erstreckt sich über vier Stockwerke des Torre dei Bolognesi.
Im Erdgeschoss des Museums wird die Ausstellung „Die jüdischen Kinder der Villa Emma in Nonantola 1942–1943“ gezeigt: Während des Zweiten Weltkrieges waren in einer Villa am Stadtrand von Nonantola 73 jüdische Flüchtlingskinder untergebracht, die es dank der Hilfe des Pfarrers Don Arrigo Beccari, des Arztes Giuseppe Moreali und der Bewohner von Nonantola geschafft hatten, sich zuerst dort zu verstecken und dann in die Schweiz zu fliehen.
Wenn man in die oberen Stockwerke hinaufsteigt, kommt man durch die Geschichte des 20. und des 19. Jahrhunderts der Partecipanza Agraria (dt.: Gemeindegrundbewirtschaftung), einer Art gemeinschaftlichen Grundbesitzes aus dem Mittelalter, bis man in den dritten Stock gelangt, wo auf das Mittelalter mit der Gründung des Klosters San Silvestro und der Siedlung dargestellt wird, die sich um das Kloster, eines der wichtigsten im damaligen Europa, entwickelte. Der Rundgang endet im vierten Stock, wo die Überreste der römischen Epoche, der Eisenzeit und der Bronzezeit ausgestellt sind, aus denen der berühmte „goldene Teller von Redù“ heraussticht. Es handelt sich um eine goldene Scheibe, die in Präge- und Punztechnik mit kreisrunden Motiven verziert wurde, vermutlich, um mit Formen der Anbetung verbunden zu sein, die im Europa der Bronzezeit als Sonnensymbol verbreitet waren.
Vom Belvedere aus kann man ein Panorama der Hauptpunkte aus einer Höhe von 38 Metern bewundern.

## Galeriebilder

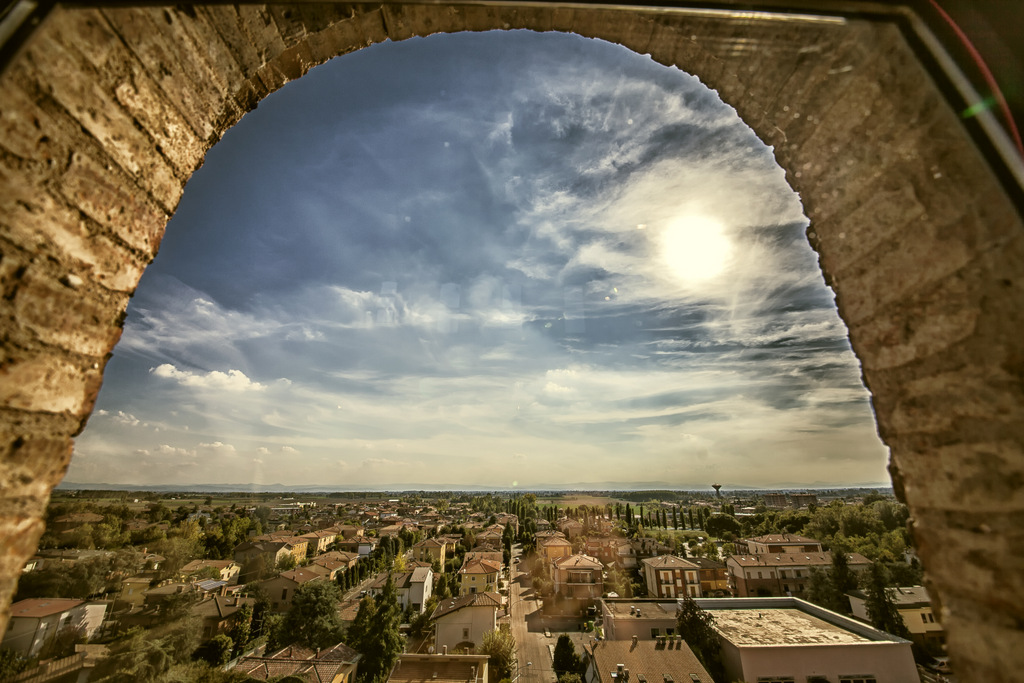
Blick vom Belvedere des Torre dei Bolognesi auf Nonantola
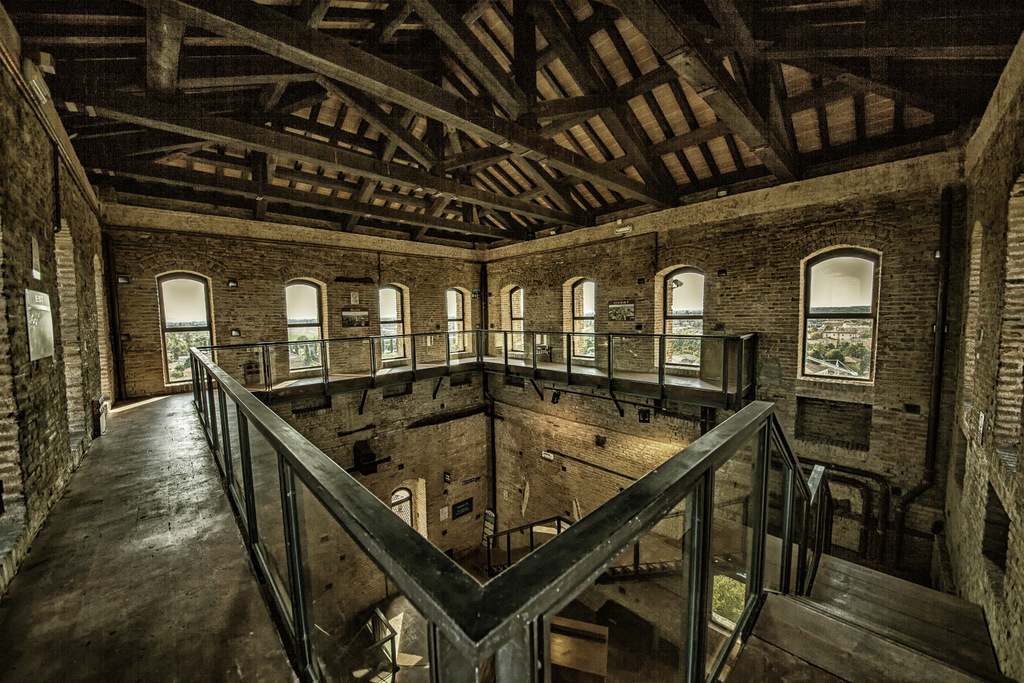
Belvedere des Torre dei Bolognesi in Nonantola
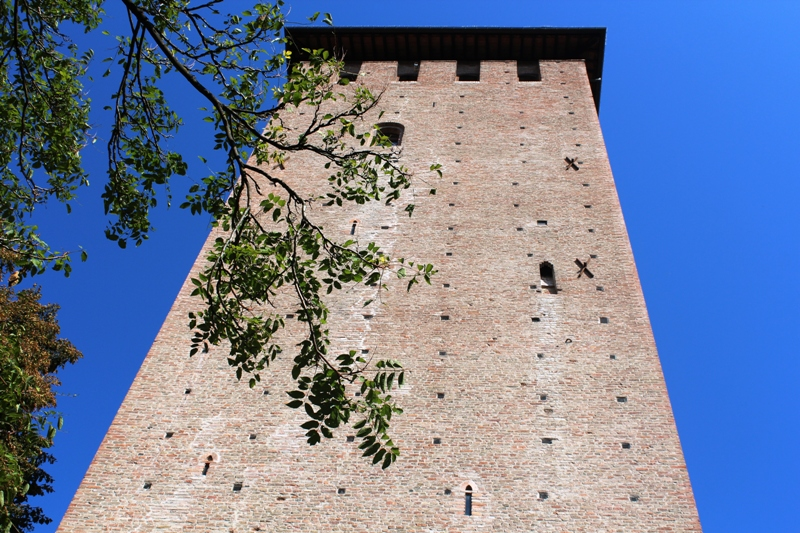
Ansicht des Torre dei Bolognesi
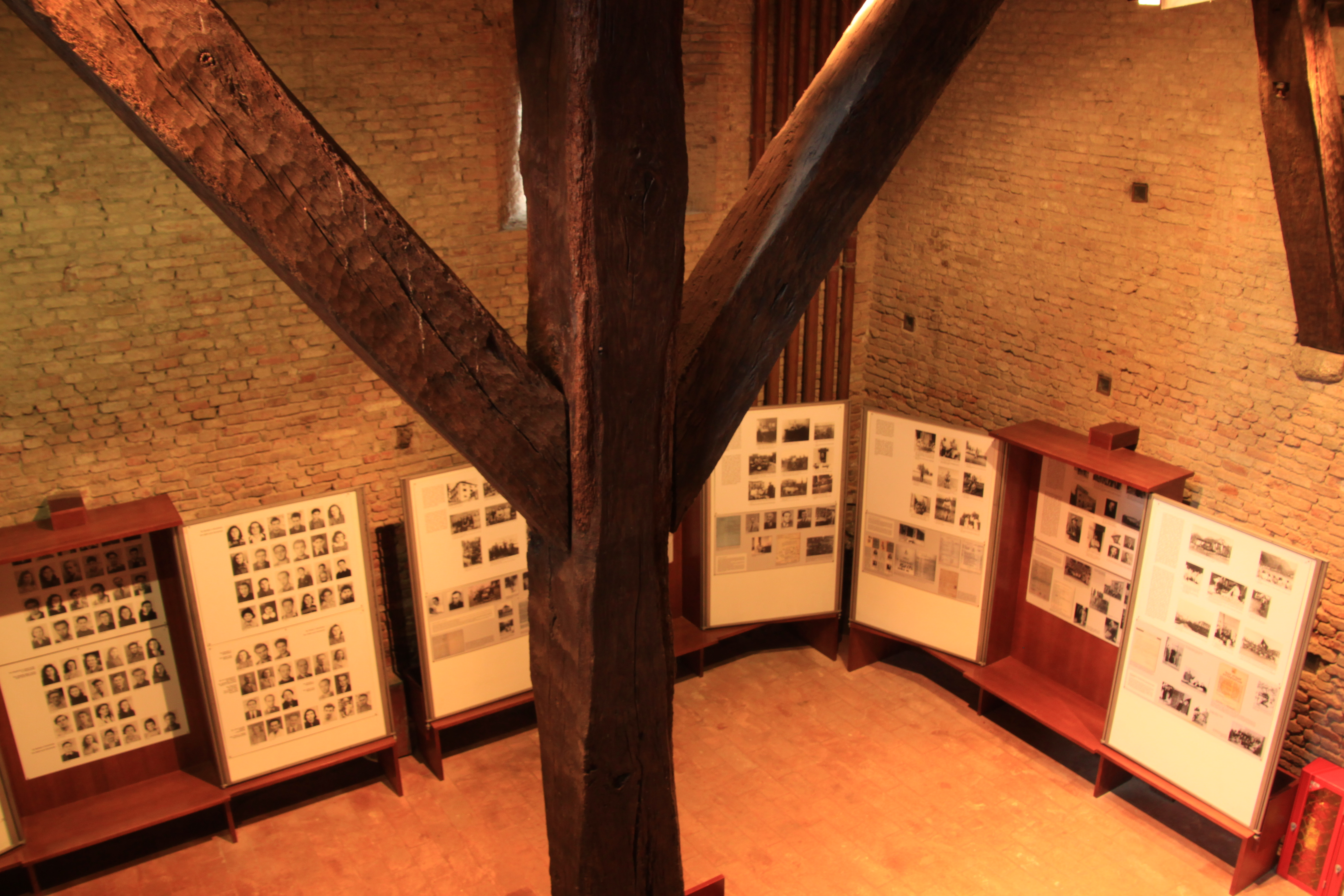
Erdgeschoss des Museo di Nonantola, gewidmet der Geschichte der Kinder der Villa Emma in Nonantola 1942–1943